# Barsaentes
Barsaentes (altgriechisch Βαρσαέντης; † 326 v. Chr.) war ein persischer Statthalter (Satrap) der Achämeniden in Arachosien und Drangiana.
Im Jahr 331 v. Chr. führte Barsaentes sein Provinzkontingent sowie „Berginder“ in die Schlacht bei Gaugamela auf dem linken persischen Flügel gegen Alexander den Großen. Nach der Niederlage gegen den makedonischen Eroberer floh er mit dem Großkönig Dareios III. in die östlichen Satrapien zu Bessos, den er zusammen mit Nabarzanes Mitte 330 v. Chr. bei der Ermordung des Großkönigs unterstützte. Danach floh er weiter vor dem vorrückenden Alexander in seine eigenen Provinzen, gegen die allerdings der Makedone Menon mit 4.600 Kriegern marschierte. Barsaentes floh daher weiter über den Hindukusch zu dem indischen Fürsten Samaxos, der ihm zunächst Zuflucht gewährte. Als Alexander 326 v. Chr. aber das Industal erreichte, wurde Barsaentes von Samaxos an diesen ausgeliefert und anschließend exekutiert.
Alexander vergab Drangiana an Arsakes und Arachosien an Menon.